# إدمون دوبومارشيه

لوحة من أجل دوبومارشيه في ديجون

إدمون دوبومارشيه (بالفرنسية: Edmond Debeaumarché)‏ (15 ديسمبر 1906 - 28 مارس 1959) كان عامل بريد فرنسيًا انضم إلى المقاومة الفرنسية خلال الحرب العالمية الثانية. ونظرًا لخدماته خلد دوبومارشيه بشكل رفيع. في عام 1960، حصل على تمييز بعد وفاته من خلال تصويره على طابع بريد في سلسلة Heroes of the Resistance.

## سيرة شخصية
ولد في 15 ديسمبر 1906 في ديجون، وأراد أولاً أن يصبح طيارًا، لكن بصره كان ضعيفًا للغاية وانضم إلى الخدمة البريدية الفرنسية، تم حشده في سبتمبر 1939 كرقيب في القوات الجوية الفرنسية وبعد يونيو 1940 انضم إلى المقاومة الفرنسية.
كان دوبومارشيه مسؤولاً عن نقل البريد، وهو منصب استخدمه لتهريب البريد للمقاومة. من صيف عام 1943 فصاعدًا، كان أحد موظفي Action-PTT، وهي منظمة سرية داخل الخدمة البريدية الفرنسية، وعمل مع إرنست بروفوست، زعيمها الوطني، وتحت قيادة سيمون ميشيل ليفي مباشرة، لتأسيس اتصالات بريدية مع لندن. عندما تم القبض على ميشيل ليفي في نوفمبر 1943، تولى دوبومارشيه منصب رئيس Action-PTT. أثناء سفره في جميع أنحاء فرنسا، أنشأ شبكات مقاومة، ونظم تخريب اتصالات العدو (خطتا Potard و Violet - تضمنت الأخيرة قطع كابلات الهاتف قبل D-Day ). وبالإضافة إلى ذلك، تمكن من الحصول على كتب الشفرات من الرموز السرية المستخدمة من قبل ثلاثة جوسيف دارناند و Milice واستخدمها لفك نسخ من البرقيات التي تم الحصول عليها من مكتب التلغراف المركزي في باريس. ثم تم نقل النصوص التي تم فك رموزها إلى استخبارات الحلفاء.
ألقي القبض عليه في 3 آب/أغسطس 1944 في محطة مونبارناس (بالفرنسية: Gare Montparnasse)‏ في باريس، واستجوب بقسوة من قبل الجستابو في شارع السويس. فقد وعيه تحت الضرب ولم يكشف عن أي أسماء، واحتجز بعد ذلك في سجن فريسنس. كان دوبومارشيه واحدًا مما يسمى بـ "77000" (تم تسميته بأرقام السجناء، بين 76000 و 78000)، سجناء فريسنس الذين تم نقلهم بالقطار من بانتين إلى بوخنفالد في 15 أغسطس 1944. تم نقله إلى مصنع ميتلباو دورا تحت الأرض الذي أنتج القنابل الطائرة V-1 وصواريخ V-2، وتم تكليفه بمهندس كهربائي للعمل في تصنيع V-1. حصل موريس نايغيلي، من كابو في قسم تجميع الأنفاق، على ثقة دوبومارشيه من خلال ربط تفاصيل حركة المقاومة في فرنسا. في الواقع، كان نايجله أحد عملاء الجستابو قبل ترحيله. شجب نيجيلي دوبومارشيه إلى اواشافو هرر ساندر، رئيس المراقبة في ميتلباودورا. تم القبض على دوبومارشيه مع آخرين (بما في ذلك نايجل ) ليلة 3-4 نوفمبر 1944. تم اقتيادهم إلى مقر نيدرساشويرفن، حيث حاول نايجل انتزاع اعترافات من السجناء الآخرين. حُكم على دوبومارشيه بالإعدام في 11 نوفمبر 1944، لكن الحكم لم ينفذ. وبدلاً من ذلك، احتُجز ديبياوماركيه في الحبس الانفرادي بتهمة التآمر ضد النازية. في أبريل 1945، تم نقله إلى بيرغن بيلسن، حيث تم تحريره خلال تقدم قوات الحلفاء في 15 أبريل 1945 وإعادته إلى فرنسا. في 1 مايو 1945، سار في شارع الشانزليزيه جنبًا إلى جنب مع زميله بوخنفالد الأسير بيير ديجوسيو بونتكارال.
بعد الحرب، كان عضوًا في الجمعية الاستشارية المؤقتة وكان لديه عدد من الوظائف الإدارية العليا مع PTT. شغل منصب رئيس الاتحاد الوطني لجمعيات الأشخاص المتدربين والمتدربين وعائلاتهم. توفي في 28 مارس 1959 في سوريس، وتم تكريمه بخدمته في ليز انفاليد ؛ دفنة جثته في ديجون.

## الأوسمة والجوائز

### فرنسي
- ضابط كبير لجوقة الشرف - 1957 [2]
- وسام التحرير
- صليب الحرب 1939-1945 بالنجمة والنجمة الفضية

### الخارجية
- ميدالية الحرية (الولايات المتحدة) [2]